# Непотпуно доминантно наслеђивање
Непотпуно доминантно се наслеђују оне особине које су под контролом алела који се различито испољава у хомозиготном од хетерозиготног стања.